# Кимбар, Иосиф Константинович
Иосиф Константинович Кимбар (16 сентября 1905 года, Минск — 1 сентября 1974 года, Ленинград) — советский и польский военачальник, генерал-лейтенант танковых войск СССР, генерал дивизии Войска Польского.

## Биография
После окончания средней школы в Таганроге, в мае 1921 года вступил в ряды Красной Армии. В 1925 году окончил школу командиров.
В годы 1932—1937 обучался на командном факультете Военной академии механизации и моторизации РККА имени И. В. Сталина в Москве, после чего был в звании старшего лейтенанта назначен командиром танкового батальона.
Участник Великой Отечественной войны. Начало войны встретил в должности начальника штаба 26-й танковой дивизии 20 механизированного корпуса Западного Особого военного округа в Борисове.
С июня 1941 года воевал на Западном фронте под Минском, Смоленском, участвовал в битве за Москву, где 28 ноября 1941 года был ранен.
С мая 1942 года — начальник штаба танковой бригады, затем танковой дивизии. 15 декабря 1943 получил звание генерал-майора танковых войск.
С мая 1943 по май 1944 года — начальник Саратовского танкового училища.
В мае 1944 года направлен на службу в польскую армию. 26 мая 1944 стал командующим бронетанковыми и механизированными частями 1-й армии Войска Польского. С 8 сентября 1944 — командующий 1-м танковым корпусом Войска Польского с присвоением звания «бригадный генерал». Принимал участие в боях за Нису в Силезии.
Затем, в 1944—1945 годах, — главнокомандующий танковыми и механизированными войсками Польской Народной Армии. 9 августа 1945 года был произведен в генерал-лейтенанты. В 1945—1946 — заместитель главного инспектора танковых войск Польской народной армии.
1 апреля 1946 закончил службу в польских вооружённых силах и вернулся в Советский Союз. Был назначен заместителем командующего одним из военных округов, позже — заместителем начальника Высших офицерских танковых курсов «Выстрел».
С 1961 года — в отставке.
Похоронен на Красненьком кладбище в Санкт-Петербурге, рядом с женой О. Волох-Кимбар (1912—1972), оперной артисткой, заслуженной артисткой РСФСР.

## Награды
- орден Ленина (1946)
- три ордена Красного Знамени (07.02.1942, 03.11.1944, 1951)
- орден Суворова 2 степени (29.06.1945)
- орден Красной Звезды (15.12.1943)
- Кавалерский крест ордена Virtuti Militari (Польша)
- Командорский крест Ордена Возрождения Польши (Польша)
- Золотой Крест Заслуги (Польша)
- Медаль «За оборону Москвы»
- Медаль «За участие в боях за Берлин» (Польша)
- Медаль «За победу над Германией в Великой Отечественной войне 1941—1945 гг.»